# Békés Megyei Hunyadi János Közoktatási Intézmény
A Békés Megyei Hunyadi János Közoktatási Intézmény (rövidítése BMHJKI vagy HJKI), röviden Hunyadi János Gimnázium egy 1952. szeptember 1-jén megalakult középiskola Békés megyében, Mezőkovácsházán.

## Nevének eredete
A gimnáziumot Hunyadi János középkori magyar földesúr, a „nagy törökverő”, 1446-1453 közötti kormányzó azaz régens után kapta, arra hivatkozva, hogy egykoron Mezőkovácsháza (is) a Hunyadiak (azaz a Hunyadi-család) birtokállományához tartozott, azaz annak része volt.

## Története
A Mezőkovácsházi Állami Általános Gimnázium 1952. szeptember 1-jén nyílt meg egy osztállyal, amelyben 48 fő tanult. 1953-ban megalakult a Hunyadi János Gimnázium Könyvtára, akkoriban 700 kötettel. 1957. november 27-én a középiskola jelenlegi helyére költözött, a Vlagyimir Iljics Lenin utca 63. szám alá (az utca neve napjainkban Sármezey Endre nevét viseli). Ezek után vette fel Hunyadi János kormányzó nevét, arra hivatkozva, hogy Mezőkovácsháza régen a Hunyadiak birtokállományához tartozott. Az épület udvar felőli falán összesen öt domborművet helyeztek el, amelyek mind-mind Rajki József alkotásai. Az akkori főbejárat homlokzatán ekkoriban három domborművet építettek be. Ezek: a "farkast elfogó ifjú", "a törökverő" és "Hunyadi János, mint kormányzó". A '70-es években még tovább szépült a község többi részével együtt a középiskola is: elkészült, majd az iskolában fel is avatták a Munkácsy-díjas Herczeg Klára szobrászművét alkotását, a Hunyadi Jánosról készült szobrot (ma a mezőkovácsházi köznyelv csak úgy nevezi, "Hunyadi-szobor"). A szobor azóta is az eredeti helyén áll és díszíti, ékesíti a Hunyadi János Gimnáziumot. Egy évvel később elkészült és felavatták a középiskola tornacsarnokát. 1986-ban megnyílt a gimnázium diákotthona, amelynek köszönhetően a középiskola még tovább erősítette térségi szerepét, illetve fontosságát.
1995-re készült fel az iskola új épületszárnya, melyet még abban az évben át is adtak. Az új épületszárny átadása (felavatása) lehetővé tette a Hunyadi János Középiskola képzési profiljának bővítését, hiszen beindult a szakképzés is. 1995. december 20-án Mezőkovácsháza Város Képviselő-testülete határozatot hozott. Ezen határozat értelmében módosult a gimnázium alapító okirata, aminek keretében még az Országos Képzési Jegyzékben is szereplő új szakképzés indult a középiskolában. Közép - és felsőfokon a középfokú képesítést szerzett, tehát érettségizett fiatalok számára 13., illetve a 14. évfolyamon szakképzés indítására nyílt lehetőség. Az iskola neve ekkor változott meg: Hunyadi János Gimnázium, Szakközépiskola és Diákotthon. 
1997. július 1-től a Békés Megyei Közgyűlés tartja fent a gimnáziumot, miután Mezőkovácsháza Város átadta a megyének a középiskola irányítását, ugyanakkor a mezőkovácsháziak továbbra is szívügyüknek érzik a város két iskolájának fennmaradását és támogatását. Az intézmény teljes neve ekkor ismét változott: Békés Megye Képviselő-testülete Hunyadi János Gimnázium, Szakközépiskola és Kollégiuma. 2003. november 21-én ötödjére is módosult a gimnázium neve: Békés Megyei Hunyadi János Középiskola és Kollégium, majd 2005. december 2-án hatodjára is változott az elnevezés. A középiskola teljes, új neve Békés Megyei Hunyadi János Középiskola, Alapfokú Művészetoktatási Intézmény és Kollégium lett, a szakmai profilbővítésnek köszönhetően.
2007. július elsején négy intézmény fúziójával alakult meg a Hunyadi János Gimnázium, Szakképző Iskola, Speciális Szakiskola, Alapfokú Művészetoktatási Intézmény, Egységes Gyógypedagógiai Módszertani Intézmény, Kollégium és Lakásotthonok. 2008-ban megszűnt a gimnáziumban a gyermekvédelmi feladatok ellátása Békés Megye Képviselő-testületének döntése alapján. Ugyanebben az évben a mezőhegyesi tagintézmény integrálódott a Békés Megyei Harruckern János Közoktatási Intézménybe. 2012. december 1-jén távozott az intézmény éléről 1995-ben kinevezett vezetője, Plesovszkiné Ujfaluczki Judit, aki jelenleg a Szegedi tankerület, illetve szegedi tankerületi igazgatói címéből fakadóan (ex officio (hivatalából eredően)) a Csongrád megyei tankerület igazgatója)

## A HJKI döntéshozatala
Az intézmény élén az igazgató (hivatalosan: intézményvezető), illetve négy helyettese állnak. Az igazgató helyettesei: kettő általános helyettes, egy az Alapfokú Művészetoktatási Intézmény vezetője, egy a Kollégium vezetője. Az iskola jelenlegi intézményvezetője Sándor Zoltánné (2013-), aki Plesovszkiné Ujfaluczki Judit utódja. Sándor Zoltánné intézményvezető-helyettesei: Sági Krisztina (2013-2014), Zsadonné Kovács Andrea (2014-), Magyar István (2014-), Duma Zsolt művészoktatási intézmény-vezető(2013-), Havancsák Piroska kollégiumi intézményegység-vezető (2013-2015), Zalai Csaba kollégiumi intézményegység-vezető (2015-).

### Az intézmény végrehajtó hatalma
A gimnázium végrehajtó hatalma - a mezőkovácsházi általános iskolával ellentétben - megoszlik a Tanári Kar és a Diákönkormányzat között, de a végrehajtásban érezhető a Tanári Kar túlsúlya A végrehajtás élén az intézményvezető áll, akit a Tanári Kar választ meg, öt évre, mandátuma meghosszabbítható. A végrehajtás öt szintű:
- Intézményvezető
- Általános intézményvezető-helyettesek
- Kollégiumi intézményegység-vezető és Alapfokú Művészetoktatási Intézmény intézményegység-vezető
- A Diákönkormányzat tanárelnöke vagy tanárelnökei és a Vöröskereszt Bázisiskolájának tanárelnöke
- A Diákönkormányzat felső vezetése

### Törvényhozás
A diákok legfőbb döntéshozó szerve a Diákönkormányzat, melynek osztályonként három tagja van (2014-2015-ben 36 képviselő), akik maguk közül választják meg a Diákönkormányzat elnökét és alelnökét. A Diákönkormányzat elnökének és alelnökének mandátuma addig szól, ameddig befejezik itteni tanulmányaikat, nem mondanak le, vagy mozdítja el őket a Tanári Kar. A Diákönkormányzat elnökét és alelnökét megfoszthatja mandátumától a Tanári Kar is, de csak abban az esetben, hogyha egyikük megszegi a Házirendet. A Diákönkormányzat elnökét és alelnökét a Diákönkormányzat választja, közvetett választások útján. A jelöltek egy elnöki és egy alelnöki listán indulnak, majd a legtöbb szavazatot kapott jelölt lesz az elnök, illetve alelnök. Amennyiben az elnök mandátuma megszűnik az alelnöknek előjoga van arra, hogy megpályázza az elnöki széket. Amennyiben nem él a lehetőséggel, ki kell írni elnökválasztásokat, de hogyha az alelnök úgy dönt, hogy kíván elnökké válni, akkor nem szükséges elnökválasztások kiírása, mert az alelnök automatikusan előlép elnökké. Kvázi az alelnök az elnök távozása esetén előlép az elnök helyébe. Ebben az esetben csak alelnök-választásokat kell kiírni. Az alelnököt - az elnökhöz hasonlóan - a képviselők választják. A gimnáziumban nincsenek pártok, az elnök, az alelnök és a képviselők is függetlenek.
A képviselőket többmandátumos választókerületekben választják meg. Mindegyik osztály egyenlő egy választókerülettel, amelynek három képviselője van. A választókerületi képviselőknek kötelességük, hogy az osztályuk érdekeit a saját érdekeik elé helyezzék és annak megfelelő döntést hozzanak a Diákönkormányzatban. A képviselők mind-mind függetlenek, nem tömörülnek választási szövetségekbe vagy képviselőcsoportokba.

## Képzési szerkezet
- Négyosztályos gimnázium (9.-12.)
- Nyelvi előkészítő osztály (2008-2014 között) az utolsó nyelvi előkészítő osztály 2014-ben indult.
- Ötosztályos gimnázium (nyelvi előkészítő osztály + 4 év; 0. évfolyam, 10. évfolyam, 11. évfolyam, 12. évfolyam, 13. évfolyam) (Az utolsó 13. évfolyam 2018-ban ballag el)
- Hatosztályos gimnázium (7.-8. osztály + négyosztályos gimnázium) (2008-2015 között működött, 2015-ben megszűnt). Az első hetedik osztály 2008-ban, az utolsó 2013-ban indult.
- Szakképző évfolyam (a 12. évfolyam után + 2 év informatika szakon). Az utolsó szakképző évfolyam 2015-ben ballagott el.

Jelenleg a HJKI-ben csak 9.-12-ig tartó képzés működik, már nem lehet nyelvi előkészítő osztályba jelentkezni, az utolsó 13. évfolyam (az az osztály, amelyik nyelvi előkészítőbe járt) 2018-ban ballag el.